# ヴォルデモート
ヴォルデモート卿（ヴォルデモートきょう、英: Lord Voldemort）は、J・K・ローリングの小説『ハリー・ポッター』シリーズおよび、その派生作品に登場する架空の人物。
主人公ハリー・ポッターの最大最強の敵。イギリス魔法界で広く恐れられる、闇の魔法使い。「純血主義」のもと、マグル出身者の排除をもくろんでいる。
かつて赤ん坊のハリー・ポッターを殺害しようとした際、その母リリー・ポッターの愛の魔法によって失敗し、力を失う。そのため、自身の復活をもくろんで暗躍し、第4巻『炎のゴブレット』で肉体を復活させてからはみずからの最強を証明すべく、力を失った原因であるハリーを執拗に付け狙う。
登場するのは第1巻『賢者の石』、第2巻『秘密の部屋』（分霊箱の魂として）、第3巻『アズカバンの囚人』（名前のみ）、第4巻『炎のゴブレット』、第5巻『不死鳥の騎士団』、第6巻『謎のプリンス』（記憶のなかの存在として）、第7巻『死の秘宝』、『呪いの子』（逆転時計を使った際）。

## 人物

### 名前・通称
本名はトム・マールヴォロ・リドル  (Tom Marvolo Riddle) 。ファーストネームは父トム・リドル・シニア、ミドルネームは母方の祖父マールヴォロ・ゴーントに由来し、亡母メローピーが死の間際に遺言した。しかし幼少期からトムという「平凡な名前」がもともと好きではなく、のちに自身の出生を知ると父と同じ名を完全に嫌悪するようになり、自身のフルネームを並べ替えて “I am Lord Voldemort” （私はヴォルデモート卿だ）と名乗るようになる。
のちに英国魔法界を混乱に陥れると、多くの魔法使いは恐怖のあまり「ヴォルデモート」の名を口に出すことさえ恐れるようになった。そこでヴォルデモートを示す言葉として「例のあの人 （You-Know-Who）」 「名前を言ってはいけないあの人 （He-Who-Must-Not-Be-Named） 」などが用いられる。
ヴォルデモートに従う死喰い人も、「闇の帝王 （Dark Lord） 」「我が君 （My Lord） 」「御主人様」と呼び、その名を直接口に出すことはほとんどない。
ただし、反ヴォルデモート派の指導者でもあるアルバス・ダンブルドアはこれらの隠語を使うことに反対しており、その影響を受けたシリウス・ブラック、リーマス・ルーピンらも恐れずに名前を口にする。マグルのもとで育ったハリー・ポッターやハーマイオニー・グレンジャーは、はじめから名前を口にすることに抵抗感はない。そのほか、ヴォルデモートに抵抗する意志を示すために名前を口にする人物もいる。
ヴォルデモートが暗躍しはじめたころ、トム・リドルとヴォルデモートが同一人物であることに気づいた魔法使いは少なかった。ヴォルデモートの正体と本名を知る者は少ないが、作中ではアルバス・ダンブルドアが「トム」と呼ぶほか、第7巻終盤ではハリーが「リドル」と呼ぶ。
「ヴォルデモート」の語源は、フランス語で「死の飛翔」または「死の窃盗（vol de mort）」 。発音はヴォルデモーで「t」を発音しないフランス語読みが正しく、作者のローリングもインタビューでヴォルデモートについて言及した際、フランス語風に「ヴォルドゥモール」と発音している。2022年開幕の舞台『ハリー・ポッターと呪いの子』東京公演ではこれまでの日本語訳とは異なり、ヴォルデモートは「ヴォルデモー」、トム・マールヴォロ・リドルは「トム・マルヴォーロ・リドル」と発音される。

### 外見
若いころは父親に似て整った顔立ちの美青年だったが、分霊箱の作成をはじめとした肉体改造の影響で、1956年ごろの冬にダンブルドアと再会した時点では見る影もない姿に変貌している。肌は青白く、鼻は無理やり切り込みを入れたように潰れ、瞳は赤く（映画版では青）、切り裂いたように細いというその姿は、自身が所属していたスリザリン寮の象徴・蛇を思わせる。変貌以前も、激昂したときは瞳が赤く変化していた。

### 性格
目的のためなら手段を選ばず、赤ん坊（ハリー）や老人でも敵対するなら命を奪うことも厭わない、冷酷無比かつ自分本位な性格。自分以外を信用せず、他人の力を借りることを嫌う。異常なまでに力に飢え、酷く差別的な思想を持っている。冷静さを取り持っているときは無意味な殺人は避けたり、ハリーの「死亡」というホグワーツ側にとって絶望的な状況のなか、果敢に自身を攻撃してきたネビルの勇敢さを讃え、死喰い人に招くといった面も見せる。しかし逆上すると、部下の死喰い人をも平然と殺害する。また、本人にとっては勢力拡大に利用するためとはいえ、魔法族が迫害してきた巨人や闇の生物に自由と権利を与え、偏見を用いないで友好の手を差し伸べるという、ほかの魔法使いにはない一面もある。作者は「100年ぶりに現れた最も邪悪な魔法使い」として描写する。
幼い頃から弱者を隷従させることを当然と考えているふしがあり、弱者を隷従させるために意識的に「力」を行使していた。同時にその「力」に限界があることも自覚していたようで、ダンブルドアに「力」が効かないことを知ってからは、彼に対してそれ以上の「力」を行使しなかった。魔法界と初めて接触した11歳のときにはすでに「選民思想」を抱いており、自身が「他者とは異なる特別な存在」であることを常に望んでいる。
両親を知らないという、自身の出生についてコンプレックスを抱いており、ホグワーツ在学中に「純血主義」を知ると、純血の魔法使い以上にこの思想にのめり込んだ。また自身の出生に関連して他人を信じ愛することができず、犠牲の印などの「愛情に基づく魔法」の存在は知っているが過小評価している。ダンブルドアには「あの者の知識は情けないほど不完全なまま」「自らが価値を認めぬものに関して理解しようとはせぬ」と評されている。
自身の復活に尽力したバーテミウス・クラウチ・ジュニアを「最も忠実な部下」と呼び、労をねぎらう。ルシウス・マルフォイとベラトリックス・レストレンジにも、少なからず信頼を置いているが、彼らに預けていた分霊箱を失った際には「2人を信用したのは間違いだった」と後悔する。
セブルス・スネイプにもルシウスやベラトリックスと同様に信頼を置いており、作中ではベラトリックスがスネイプを嫉視する描写がある。しかし開心術の達人でありながらスネイプの強固な閉心術を破れず、それがハリーとの戦局を大きく左右する。また経歴において共通する部分も多々見られ、クラウチ・ジュニアや、宿敵のハリー以上に同類項となっているものの、互いの見えない敵意や不信、そして前述の術比べの関係で知ることはなかったと思われる。
母親に対しては特別な思いを抱いているふしがあるが、同時に「特別」であった母でも克服できなかった「死」を異常に恐れている。死を避けることと、他者にない特別性を得ることを求めた結果、闇魔術である分霊箱に辿り着き、それを多数作製することになる。結果として本体の魂は大人の姿を維持できないほどに損なわれ、弱り果てている。

### 才能
一般に魔力を制御できないとされる年齢から「力」を自覚して制御するなど、魔法の才能に恵まれており、ホグワーツ在学中は分野を問わず受けた試験はつねにトップ、加えて監督生と首席を務め、ダンブルドアに「ホグワーツ始まって以来、最高の秀才」と評される。
史上最強の魔法使いのひとりとされており、ダンブルドアも「あやつにはわしにはない力があった」「いかなる魔法を講じてもヴォルデモートには必ず破られてしまう」とその実力を認めている。ハリーにより一時失脚するまえは史上最強とされながらも発展途上にあり、その力はますます強くなっていく一方だったとされている。何人も立ち入れないホグワーツの防壁さえヴォルデモートならば破壊する術を見つけるだろうとされており、最終決戦においてはホグワーツの防壁を破壊して大勢の配下をホグワーツに送り込む。また、ヴォルデモートは一定の条件下において、未来から特定の事象を排除するなど運命に干渉することさえできる。
戦闘においては許されざる呪文である「磔の呪文（クルーシオ）」や、無尽蔵の魔力により際限なく「死の呪文（アバダケダブラ）」を放ち、防御の際にはダンブルドアの魔法さえ防ぐ銀色の盾などを操る。
映画版ではバジリスクを模した「悪霊の火」や、エネルギーを集約し強烈な衝撃波を発生させるといった、原作では使わない大技が表現されている。ホグワーツの戦いでは、言うことを聞かずニワトコの杖に亀裂が入るが、数百人単位の総攻撃でも破れなかったホグワーツの防御魔法を一撃で破壊する。
魔法の知識に関しても、ダンブルドアは「存命中の魔法使いの誰をも凌ぐ広範な魔法の知識を持っている」と評価する。それに加え、仮の肉体を創造する魔法（第4巻）や箒を使わない飛行術（7巻）などの魔法を発明するなど、数々の実験を行い魔法の境界線をかつてないほどに広げた闇の魔術の研究者としての一面もある。近しい死喰い人に闇の魔術を指導することもあり、ベラトリックス・レストレンジはヴォルデモートの手ほどきによって抜きん出た戦闘力を有している。また、セブルス・スネイプは箒を使わずに自在に空を飛ぶ術をヴォルデモートから教わった。
相手の記憶を完璧に改ざんすることができ、ホグワーツの学生時代からすでに完全犯罪を成し遂げていた。ダンブルドアでさえ、ヴォルデモートが記憶の改ざんを行ったと推量するにしか至っておらず、みずからの犯罪の証拠を微塵も残さない。魔法界でも稀有な「パーセルマウス（生まれつきの蛇語使い）」であり、作中でもペットのナギニと蛇語で会話するシーンが随所に描かれている。この能力は直接の血縁である母・メローピー、祖父・マールヴォロ、伯父・モーフィンも持っている。
人知を超えた開心術の使い手とされ、嘘を確実に見抜くことで知られる。また話術に長けており、若いころは巧みな話術で相手の心を開くことを得意としていた。作中では第2巻でハリーやジニー・ウィーズリーが、第6巻ではヘプジバ・スミスやホラス・スラグホーンが、第7巻では「灰色のレディ」が、ヴォルデモートに心を開く。第7巻でハリーはヴォルデモートを「その気になれば魅力的になれた」と評する。

### 人間関係
父はマグルのトム・リドル・シニア、母は「純血」の魔女メローピー・ゴーント。母方の親戚として祖父マールヴォロ、伯父モーフィンがいる。
父方の親戚は、祖父母の存在のみが描かれている。夫妻は「金持ちで、高慢ちきで、礼儀知らず」な人物だったが、名前などは不明。この夫妻は1943年、トム・リドル・シニアとともにリドルの館でヴォルデモートが殺害した。
母方の親戚筋であるゴーント家は、サラザール・スリザリンの子孫であると同時にペベレル三兄弟の次男カドマス・ペベレルの子孫でもある。ゴーント家は純血の名家であることにこだわるあまり、幾世代にも渡って近親婚を繰り返していた。このため精神状態に難のある人物が誕生するようになっており、メローピーは父兄から虐待にも等しい待遇を受けていた。1926年12月31日にメローピー、1927年ごろにマールヴォロが相次いで死亡。最後まで残ったモーフィンがアズカバンで獄中死したことによって、ゴーント家は断絶した。同時に、ヴォルデモートの親族も全員死亡した。
著者ローリングは当初「ヴォルデモートに子供はいない」と答えていたが、シリーズ終了後に発表された舞台『ハリー・ポッターと呪いの子』では、ヴォルデモートの力とゴーント家・スリザリンの血筋を継承するために、部下のベラトリックス・レストレンジとのあいだにデルフィーニ（Delphini）という娘を儲けていたことになっている。デルフィーニはベラトリックスの夫、ロドルファス・レストレンジのもとで世間から隠れながら育ち、父の復活を図るも、人を一人殺害した罪でアズカバンに投獄される。
部下である死喰い人は、差別的な純血主義者が中心でヴォルデモートの権力・実力に惹かれ集った者や恐怖心から従う者が大半を占めるが、そのなかには、ベラトリックスやクラウチ・ジュニアのように、ヴォルデモートに対して主従関係を越えた敬慕の念を抱く者もいる。とくにベラトリックスは夫がいるにもかかわらず、ヴォルデモートに深い愛情と忠誠を捧げており、ホグワーツの戦いのまえにヴォルデモートの子を産む。
ヴォルデモート最大の敵としては、アルバス・ダンブルドアとハリー・ポッターの名前が挙げられる。ダンブルドアに対しては、ヴォルデモート自身が彼に及ばないということを自覚しているため、対決を避ける傾向にある。ハリーに対しては、1979年ごろに予言を知った当初は単なる不安要素程度の認識しかなかったが、ハリーに放った「死の呪文」が撥ね返り、肉体を失った1981年以降は、自身の弱点をなくし、みずからの最強を証明するため、強い執着を持つようになる。

### 財産・ペット
杖
本体はイチイの木（死と再生のシンボルとされる）、芯は不死鳥の尾羽根、34センチメートル。ハリーの杖とは芯が同じ（＝兄弟杖）。そのため、ハリーと対決した際に杖が思いどおりに機能せず、この弱点を克服するためにニワトコの杖を求めるようになる。
なお、この杖はヴォルデモートの失踪中、ポッター家に放置されていたが、ピーター・ペティグリューによって持ち出され、ヴォルデモートの手に戻る。
ナギニ
ヴォルデモートが飼っている巨大な雌蛇。ヴォルデモートが最も信頼している生物で、「ヴォルデモートが何かを好きになることがあるとすれば、それはナギニである」とダンブルドアは語る。
戦力としても強力な存在で、ヴォルデモートの命令を正確にこなし、バチルダ・バグショットに化けてハリーの命を狙ったり、スネイプを殺害したりする。ヴォルデモートの分霊箱のひとつであり、強力な魔法特性を持つものでしか倒せない。
名前の由来は、インド神話の蛇神ナーガ （Naga）の女性形、Nagini。
分霊箱

## 略歴

### トム・リドル時代
1926年12月31日、臨月の母・メローピーが飛び込んだロンドンのウール孤児院で産まれる。この時点で父や親族とは音信不通であり、母もリドルを産んだ直後に亡くなる。産まれる前から父に棄てられ、名前しか遺さなかった母にも「見捨てられた」と感じていたリドルは、生まれ育ったマグルの孤児院の事務的な扶育により十分な愛情を得られず、愛情を信じられないまま成長する。作者のローリングはインタビューで、リドルの生い立ちは「愛情のない結婚」の有害性を象徴するものと語っている。
幼いリドルは出自を知らないながらも自身に特別な「力」があると自覚し、その「力」を他者の支配のために行使していた。そして1938年夏、孤児院を訪れたダンブルドアから自身が魔法使いであることを知らされ、ホグワーツ魔法魔術学校に入学、スリザリン寮生となる。自身が魔法使いである理由について、このときは父の才能を受け継いだものと考え、「死に屈した」母は普通の人間（マグル）であると思っていた。
ホグワーツ在学中は優れた頭脳と才能の持ち主として知られ、ダンブルドアに「ホグワーツ始まって以来の秀才」と評された。5年次 (1942年) には監督生に、7年次 (1944年) には首席に選ばれている。もともと人を惹きつける魅力があり、表面上は成績優秀な模範生を演じていたこともあって、その父親譲りの端正な容姿と不幸な境遇、決して驕らない謙虚な態度により、教授陣から絶対的な信頼と同情を集めた。その一方、在学中に分霊箱の存在を知り、それを作成するべく未成年ながら殺人を犯している。
「秘密の部屋」を探し当てたリドルは、5年次に密かに部屋を開き、バジリスクを解放してレイブンクロー生のマートル・エリザベス・ワレンを死に至らしめた。1943年6月13日、グリフィンドール生のルビウス・ハグリッドに罪を着せて退学に追い込み、自身は犯人を捕らえたとしてホグワーツ特別功労賞を授与された。
在学中、リドルは純血主義にのめり込むと同時に自らの出生を探し当て、父がマグル、母がホグワーツ創設者サラザール・スリザリンの末裔であることを突き止める。そして1943年夏、母の実家で伯父モーフィン・ゴーントと対面し、「凡庸なマグル」の父が「魔法使いの中でも特別」だった母を棄てたことを知る。リドルは母の復讐として、また自分にふさわしくない血筋の抹殺として、父と父方の祖父母を殺害し、その罪をモーフィンに着せた。また、マグルの父と同じ「トム・リドル」の名を嫌悪し、自身に相応しい新たな名前として「ヴォルデモート卿」を考案し、ひそかに使いはじめる。
このころ、すでにホークラックス（分霊箱）の概要を知っており、ホラス・スラグホーンに魂を二つ以上に分割した場合について問う。このほかにも、近しい学生にみずからの力を示して、のちに死喰い人となる者を従えている。こうしたリドルの邪悪な面を見抜き、警戒していたのはダンブルドアだけであった。
卒業後の進路として「闇の魔術に対する防衛術」の教授に志願した。ダンブルドアは「教師、恩師という立場から教え子に影響力を行使すること」と「歴史あるホグワーツ校に秘された魔術の探求」が目的と考え、当時の校長アーマンド・ディペットに対しリドルに職を与えないよう進言、ディペットもそれに従った。
教授職を拒否されたため、ホグワーツ卒業後は「夜の闇横丁」にあるボージン・アンド・バークスに就職。在学中の経歴にふさわしくないとして周囲を驚かせたが、彼自身は「将来特別になる自分に相応しい、伝統と由緒ある魔法具の探索と入手」を目的としていた。そして自らの目的に相応しい魔法具を発見すると、持ち主であったヘプジバ・スミスを殺害してそれらを入手し、失踪する。

### ヴォルデモート卿時代
失踪している期間に、のちに隠れ潜むアルバニアの森を訪れている。また、ひそかに自分に忠実な部下・死喰い人を集めていた。闇の魔術の研究を行なっていたのもこの時期である。
失踪から約10年後である1956年ごろの冬、ふたたび「闇の魔術に対する防衛術」の教授に志願し、校長に就任していたダンブルドアと会合を行なう。表面的には友好的な会話のあと、ダンブルドアは再度ヴォルデモートの頼みを拒否する。ヴォルデモートは戦闘寸前に至るもののそのまま立ち去るが、代償として自分の命ある限り「闇の魔術に対する防衛術の教授の任期が1年以上続く」という事象を排除した。この時点でダンブルドアは、ヴォルデモートに罪を償わせることができる時は過ぎ去ったと判断した。
1970年ごろから、活動を本格化。死喰い人を率いて、「マグル生まれ」や「半純血」の魔法使いの粛清に乗り出した。その過程で反対勢力を容赦なく殺戮し、英国魔法界の暗黒時代を招いた。「不死鳥の騎士団」との抗争がもっとも激しかった時期であり、この当時、ヴォルデモート側の勢力は騎士団側の20倍とされる。ヴォルデモート陣営に抗戦した闇祓い、魔法省職員、騎士団員らを中心に多数の死者を出し、一家全滅に追い込まれた者も少なくない。ヴォルデモートはマッキノン家、ボーン家、プルウェット家といった当時もっとも強力とされた魔法使いの一族を次々と駆逐していき、殺害した犠牲者で亡者の軍隊ができるほどであったという。
英国魔法界の人々はヴォルデモートを恐れ、その名を口にするのを避けるようになる。その所業は、それまで史上最悪の闇の魔法使いと言われたゲラート・グリンデルバルドの存在を人々の記憶から完全に忘却させたほどだと言われている。
1979年ごろ、手下のひとりセブルス・スネイプの報告によって、みずからを滅ぼす可能性を持つ者の出現がシビル・トレローニーによって予言されたことを知る。この時、予言された人物が将来ポッター家に産まれる子供だと考え、ポッター家を狙うようになる。
1981年10月31日未明、ピーター・ペティグリューの密告によってポッター家の居場所を突き止め、ゴドリックの谷を襲撃し、ジェームズ・ポッターとリリー・ポッター夫妻を殺害する。しかし、当時1歳だったハリー・ポッターに放った「死の呪い」がリリーの遺した「守りの魔法」で撥ね返り、自身の肉体を失う。同時に、魂の一部がハリーに憑依し、ハリーとのあいだに精神的な交感が生まれる。分霊箱に魂を保存していたことで死こそ免れたものの、非常に弱い生命体になったヴォルデモートは逃亡し、アルバニアの森に潜伏する。この事件で魔法界はヴォルデモートが「消滅」したと考え、早朝から祭り騒ぎとなり、ハリーの名は英雄として広まった。配下の死喰い人は裁判のすえアズカバンに投獄されたり、立場を翻すなどして組織は解体された。
1991年夏、潜伏先のアルバニアにやって来たクィリナス・クィレルを操ってその肉体に憑依する。自身の肉体を取り戻すべく「賢者の石」を求めるが、ハリーたちの活躍によって失敗に終わり、クィレルも死亡したため、ふたたびアルバニアへ逃亡する。
1992年10月31日、学生時代の日記（分霊箱のひとつ）に封じていた自身の魂が約50年ぶりにホグワーツの「秘密の部屋」を開き、バジリスクを解き放つ。しかし翌年、ハリーによってバジリスクは倒され、それを操っていた魂も日記ごと破壊される。
1994年夏、ピーター・ペティグリューの協力を得てイギリスに帰国。同時に、脱獄したかつての配下バーテミウス・クラウチ・ジュニアをひそかにホグワーツへ送り込む。翌1995年6月、クラウチ・ジュニアの協力によって、「ハリーの血」を用いて肉体を取り戻し、ハリーと決闘する。しかし、ヴォルデモートの杖とハリーの杖が「兄弟杖」であったため正常に働かず、結果ハリーを逃がすことになる。
復活後は、魔法大臣コーネリウス・ファッジの現実逃避した態度に乗じ、かつての配下を呼び寄せふたたび組織を固めるとともに、水面下でハリーを倒す手がかりを手に入れようとする。1996年6月、精神的な交感を利用してハリーを魔法省の神秘部へ誘い出し、待ち受けていた死喰い人とハリーを守る「不死鳥の騎士団」との戦いを引き起こす（神秘部の戦い）。戦いの最中、手がかりとなる予言の球が破壊されたと知ると、魔法省に姿を現しハリーを殺そうとするが、ダンブルドアに阻止される。このとき、多くの人々に姿を目撃され、公式に復活が認知される。
その後は活動を活発化させ、魔法界にふたたび暗黒時代をもたらす。そして、自分にとって最大の敵であるダンブルドアを殺害するようドラコ・マルフォイに命じる。1997年6月、セブルス・スネイプがドラコの代わりにこれを成し遂げる。同年8月1日、魔法大臣ルーファス・スクリムジョールを殺害し、傀儡パイアス・シックネスを代わりの大臣に据える。こうして魔法省を掌握し、ついに魔法界の実質的な支配者となる。以後、「純血主義」にもとづき、「マグル生まれ」を徹底的に排除する政策を推し進める。

### ホグワーツ城での戦いと最期
そして、宿敵ハリーを倒すため、最強の杖と呼ばれる「ニワトコの杖」を捜索。1998年春、これを入手する。5月に入り、ハリーの手によって分霊箱が破壊されつつあることを知ると、ハリーと決着をつけるためホグワーツへ乗り込む。死喰い人・吸魂鬼・巨人で構成されたヴォルデモート陣営と、不死鳥の騎士団やダンブルドア軍団などで構成されるホグワーツ防衛隊による戦闘となり、ホグワーツ側の半数を死傷させる。しかしこのあいだに、ほとんどの分霊箱を破壊される。
5月2日未明、投降に応じたハリーを死の呪いで殺害しようとするが、ハリーが死ぬことはなく、逆にハリーの中にあったヴォルデモート自身の魂の一部が破壊される。しかし、それに気づいたナルシッサ・マルフォイの保身により、ハリーが絶命していないことに気づかなかったばかりか、凱旋の最中に一瞬の隙を突かれ、最後の分霊箱だった愛蛇ナギニがネビル・ロングボトムに斬られ、「破壊」される。ついで、ホグワーツ側の大増援が到着し、混戦の中で主要な部下をすべて失い、ついにハリーと一対一で対峙することとなる。
ハリーから自分が「ニワトコの杖」の「真の所有者」ではないと告げられ、分割された魂を元に戻す唯一の手段である悔恨のチャンスを与えられるが、これを無視。「真の所有者」であるハリーに、「ニワトコの杖」を用いて死の呪文を放ったため、呪文がみずからにはね返り、名実ともに死亡する。71歳没。魂は生前の分霊箱作成によって損傷を負い弱っていたため、死後の世界に進むこともゴーストになって現世に戻ることもできず、永遠に生死の狭間の世界（リンボ）に釘付けとなる。
映画版『ハリー・ポッターと死の秘宝 PART2』では、ハリーの逃走を許すところまではほぼ原作どおりだが、その後は逃げたハリーを追いかけ、校舎の前の広場で対峙し、一騎討ちとなる。相手に忠誠心を持つ杖を使い、かつ分霊箱のほとんどを破壊されているという圧倒的不利な状況下でも、最初はハリーを圧倒するも、戦いの最中にナギニが倒されたことで急激に弱体化し、ついには魔法で押し負け、死の呪文が自らに跳ね返る。それによって体が朽ち果てていき、最期は声にならない断末魔とともに、無数の塵となって完全に消滅する。

#### 死因
1981年10月31日、ヴォルデモートが当時赤ん坊だったハリーに「死の呪い」を使った際、リリー・ポッターの愛による防御呪文で呪文を撥ね返された。この時、ヴォルデモート自身に残っていた魂の一部がハリーに引っかかり、ハリーは「ヴォルデモートが意図せずに作った分霊箱」となった。
1995年、ヴォルデモートは肉体を復活させるための材料（敵の血）として、ハリーの血を使ったため、ヴォルデモートの肉体はハリーの血に宿るリリーの「ハリーを守る防御呪文」までも取り込んでいた。したがって、ハリーはヴォルデモートの肉体が生きている限り死ななくなったのである。また、分霊箱は強力な魔法特性を持った物でしか破壊できない。ヴォルデモートはその要件を満たす「ニワトコの杖」で、分霊箱のひとつであるハリーに対して「死の呪い」を用いるが、上記の理由でハリーを殺害することはできず、ハリーに残っていたヴォルデモートの魂だけが破壊される結果となる。
また、ヴォルデモートは「ニワトコの杖」の所有者であるダンブルドアを殺害したスネイプが「杖」の忠誠心を得た「真の所有者」だと考え、スネイプを殺害するのだが、実際にはその直前にドラコ・マルフォイによってダンブルドアが「武装解除」されたため、「杖」の忠誠心はドラコに移動していた。その後、マルフォイ邸で繰り広げられたハリーたちと死喰い人との戦闘において、ドラコがハリーに武装解除されたため、ヴォルデモートとハリーが対峙した時点で「杖」の忠誠心はハリーに移動していた。そして、ヴォルデモートが「ニワトコの杖」を用いて放った「死の呪い」は、強固な忠誠心によって「真の所有者」たるハリーに対して効力を発揮することはなく、ハリーの放った武装解除呪文によって跳ね返される。
このように幾重にも重なった要因によって、ヴォルデモートの魂と肉体が完全に滅び去るに至る。

## ヴォルデモートを演じた人物
俳優

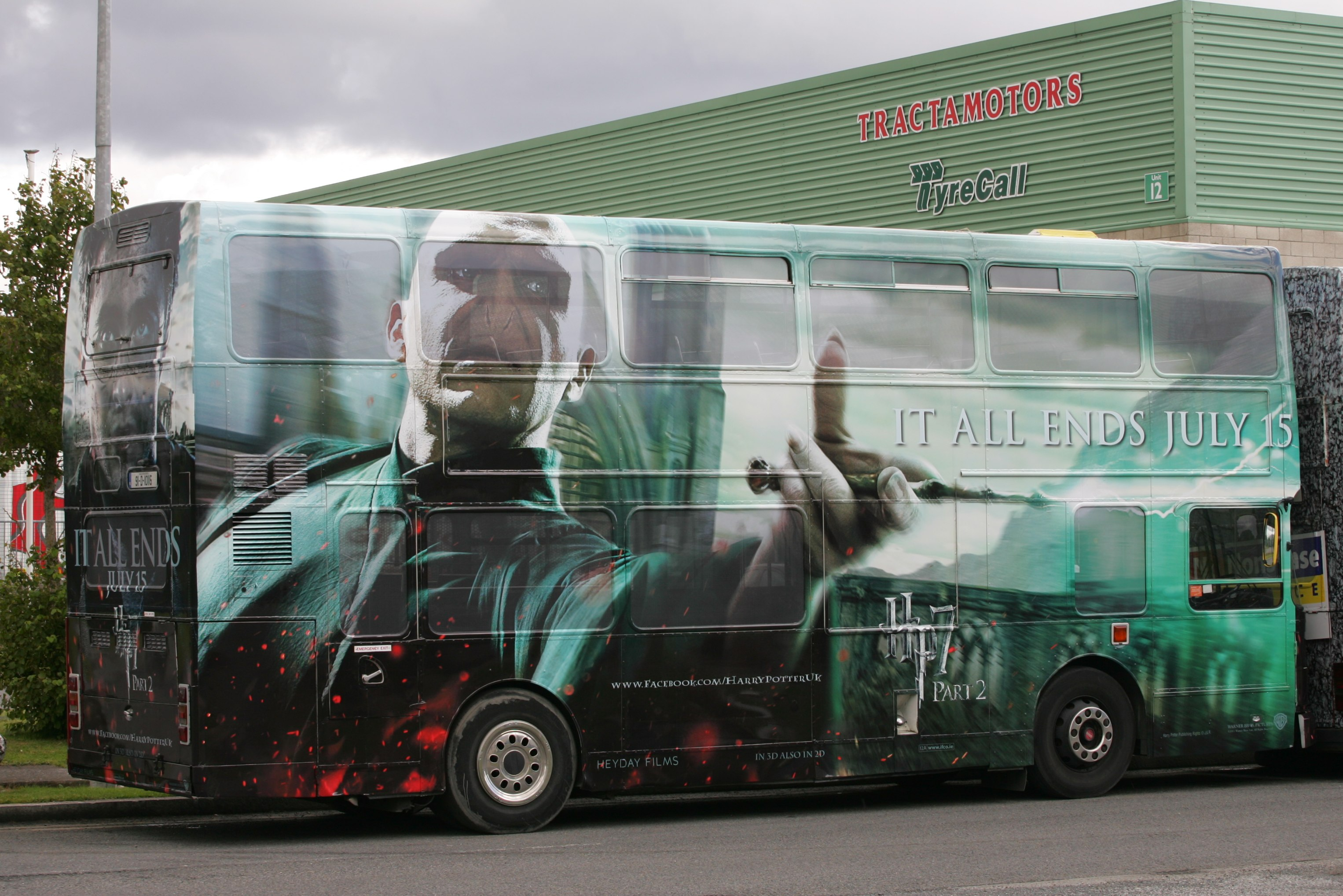
映画『ハリー・ポッターと死の秘宝 PART2』のラッピングバス（車体側面の写真はレイフ・ファインズが演じるヴォルデモート）

- リチャード・ブレマー - 映画『賢者の石』（CGモデル・回想シーン）
- イアン・ハート - 映画『賢者の石』（声・モーションキャプチャ）
- クリスチャン・コールソン - 映画『秘密の部屋』（16歳時）
- レイフ・ファインズ - 映画『炎のゴブレット』以降
- ヒーロー・ファインズ・ティフィン - 映画『謎のプリンス』（11歳時）
- フランク・ディレイン - 映画『謎のプリンス』（16歳時）
- ポール・ベントール - 舞台『呪いの子』ロンドン公演

声優
- 江原正士 - 映画版・日本語吹替
- 石田彰 - 映画『秘密の部屋』日本語吹替（16歳時）
- 小林翼 - 映画『謎のプリンス』日本語吹替（11歳時）
- 福山潤 - 映画『謎のプリンス』日本語吹替（16歳時）
- 内海賢二 - ゲーム『賢者の石』
- 中多和宏 - ゲーム『賢者の石』※PS2版
- 大塚芳忠 - ゲーム『秘密の部屋』
- えなりかずき - ゲーム『秘密の部屋』・青年期
- 堀勝之祐 - ゲーム『炎のゴブレット』

## 備考
2017年、アメリカ合衆国大統領ドナルド・トランプがイスラム教徒の入国禁止を提案した際には、J・K・ローリング本人が「ヴォルデモートも全く足元に及ばない悪者だ」とヴォルデモートを引用して批判した。

## 参考項目
- モート セム語で「死」を意味するウガリット神話の死と乾季の神。